# Піщанка (притока Збитинки)
ПіщанкаЗбитнянка, Мілове — річка в Україні, Рівненській області, Здолбунівському районі, ліва притока Збитинки, басейн Горині.

## Розташування
Повністю протікає територією Здолбунівського району, витоки розташовані в селі Мала Мощаниця, впадає в річку Збитинка в селі Суйми.

## Опис
Довжина річки приблизно 11 км. Тече на південний схід долиною Мізоцького кряжу. Долина річки вузька, шириною до 200 м, у нижній течії була болотиста, згодом була меліорована. На річці є 2 ставки.
Протікає через села Мала Мощаниця, Підгайне, Стара Мощаниця та Суйми.